# Friedrich Zimmermann
Friedrich Zimmermann (ur. 18 lipca 1925 w Monachium, zm. 16 września 2012 w Filzmoos) – niemiecki polityk i prawnik, deputowany do Bundestagu, minister spraw wewnętrznych (1982–1989), minister transportu (1989–1991).

## Życiorys
W 1943 wstąpił do NSDAP. W latach 1943–1945 służył w wojsku w randze leutnanta. Po wojnie praktykował w Deutsche Banku, w 1946 uzyskał maturę. Studiował prawo i ekonomię na Uniwersytecie Ludwika i Maksymiliana w Monachium. W 1948 i 1951 zdał państwowe egzaminy prawnicze I oraz II stopnia, w 1950 doktoryzował się w zakresie prawa na macierzystej uczelni. Pracował w zawodach prawniczych, w 1963 podjął praktykę adwokacką.
W 1948 został członkiem bawarskiej Unii Chrześcijańsko-Społecznej (CSU), a w 1952 członkiem gabinetu Josefa Müllera. Był urzędnikiem w bawarskiej administracji. W latach 1955–1956 pełnił funkcję dyrektora generalnego CSU, następnie do 1963 zajmował stanowisko sekretarza generalnego partii. Później do 1967 był skarbnikiem swojego ugrupowania.
Od 1957 do 1990 sprawował mandat posła do Bundestagu, przewodniczył w parlamencie komisji obrony (1965–1972) oraz grupie deputowanych CSU (1976–1982). W latach 1979–1989 pełnił funkcję wiceprzewodniczącego Unii Chrześcijańsko-Społecznej. Od 1982 do 1991 był członkiem trzech pierwszych rządów Helmuta Kohla. Sprawował urząd ministra spraw wewnętrznych (1982–1989) oraz ministra transportu (1989–1991). W 1991 powrócił do praktyki adwokackiej w Monachium.